# آستروم آنلاین
آستروم آنلاین (انگلیسی: Astrum Online) شرکت فناوری اطلاعات روس است، که در سال ۲۰۰۷ تأسیس شد.